# Dorowatka (obwód wołogodzki)
Dorowatka (ros. Дороватка) – wieś w Rosji, w rejonie mieżdurieczeńskim obwodu wołogodzkiego. W 2021 r. była niezamieszkana.